# 1,6-Bis(2,3-epoxypropoxy)hexan
1,6-Bis(2,3-epoxypropoxy)hexan ist eine chemische Verbindung aus der Gruppe der Epoxide und Ether.

## Gewinnung und Darstellung
1,6-Bis(2,3-epoxypropoxy)hexan kann ausgehend von einer Reaktion von 1,6-Hexandiol und Epichlorhydrin in Gegenwart einer Lewis-Säure als Katalysator gewonnen werden. Anschließend wird das entstehende Halohydrin mit Natriumhydroxid gewaschen, um die Epoxidringe in einer Dehydrochlorierungsreaktion wieder zu bilden.

## Eigenschaften
1,6-Bis(2,3-epoxypropoxy)hexan ist eine farblose bis leicht gelbliche Flüssigkeit mit schwachem charakteristischem Eigengeruch, die wenig löslich in Wasser ist.

## Verwendung
1,6-Bis(2,3-epoxypropoxy)hexan wird als Stabilisator und Reaktivverdünner verwendet. Es wird als Reaktivverdünner in der Epoxidharzherstellung zur Verringerung der Viskosität verwendet. Es kann der Epoxidharzkomponente in Konzentrationen von etwa 5 Prozent bis 15 Prozent (in Ausnahmen 30 Prozent bis 40 Prozent) bereits zugesetzt sein.